# Българи в Словакия
Българите в Словакия са над 8000 души.
Концентрирани са главно в по-големите градове: Братислава, Кошице, Банска Бистрица, Нитра, Жилина, Хлоховец и други. През 1937 година българите в Братислава са около 3000 души.

## История
Българската общност в Словакия се образува в средата на ХХ век, по пътя на доброволното имигриране. В нея влизат хора от няколко поколения. Петер Подолак изтъква, че става въпрос за имигранти, пристигнали преди всичко по икономически причини.
След настъпването на демократичните промени през 1990-те години много от българите, установили се в Словакия, увеличават възможностите си за развиване на транснационални дейности в повече от 2 държави, в това число и в родината.

## Култура
Дружества
Български дружества са: Български клуб – Кошице (от 2006), Гражданско сдружение „Приятели на БСОУ „Христо Ботев“ в Братислава“ (от 2002), Културен съюз на българите - Банска Бистрица, Първоначален културен съюз на българите и техните приятели в Словакия „Христо Ботев“ – Братислава (от 2002).
Печатни медии
- Списание „Сънародник“ – Братислава (от 2006)

Училища
- БСОУ „Христо Ботев“ – Братислава (от 1948)

Църковни общини
- Българска православна църковна община „Св. Йоан Кръстител“ – Братислава